# Дайавик
Да́йавик (англ. Diavik) — крупное месторождение алмазов в Канаде, в 300 км к северо-востоку от города Йеллоунайф. Расположено в пределах древней платформы Слейв архейского возраста. Открыто в 1994 году, разработка началась в 2001 году, а к январю 2003 года полностью введен эксплуатацию. Разведанные запасы составляют 106,5 млн карат. Месторождение расположено на острове площадью 20 км² в акватории озера Лак-де-Гра. Для обеспечения разработки были построены мощные защитные дамбы. Месторождение состоит из четырёх кимберлитовых трубок, площадь каждой не превышает 2 га. Вмещающей породой является гранит.
Владельцами месторождения являются компании Diavik Diamond Mine Incorporated (60 %) и Aber Diamond Mines Ltd (40 %).

## Топографические карты
Лист карты Q-12-XXXIV.